# جرم فنربندی‌شده

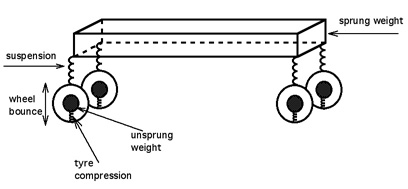
در این نمودار ساده‌شده، چرخ‌ها، لاستیک‌ها و سیستم تعلیق، همگی بخشی از وزن فنرنشده خودرو هستند و فقط شاسی/بدنه یک تکه آن وزن فنر آن را تشکیل می‌دهد.

جِرم فنربندی شده در صنعت خودرو و مهندسی خودرو به آن قسمت از وزن خودرو می‌گویند که روی مجموعهٔ سیستم تعلیق قرار دارد. جرم فنربندی شده معمولاً شامل بدنهٔ خودرو، فریم خودرو، تجهیزات داخل اتاق، سرنشینان و بار می‌شود؛ اما شامل وزن اجزای سیستم تعلیق و زیر سیستم تعلیق نمی‌شود.